# Chagchaloyan de Isidro Burgos
Chagchaloyan de Isidro Burgos är en ort i Mexiko.   Den ligger i kommunen Huitzilan de Serdán och delstaten Puebla, i den sydöstra delen av landet, 160 km öster om huvudstaden Mexico City. Chagchaloyan de Isidro Burgos ligger 1 090 meter över havet och antalet invånare är 314.
Terrängen runt Chagchaloyan de Isidro Burgos är bergig åt sydväst, men åt nordost är den kuperad. Runt Chagchaloyan de Isidro Burgos är det ganska tätbefolkat, med 65 invånare per kvadratkilometer. Närmaste större samhälle är Olintla, 19,1 km norr om Chagchaloyan de Isidro Burgos. I omgivningarna runt Chagchaloyan de Isidro Burgos växer i huvudsak städsegrön lövskog.